# MÁV TV
Die MÁV TV, ab 1911 MÁV-Baureihe 375, war eine Tenderlokomotivreihe der Ungarischen Staatsbahn MÁV für den Nebenbahnverkehr. 

## Geschichte

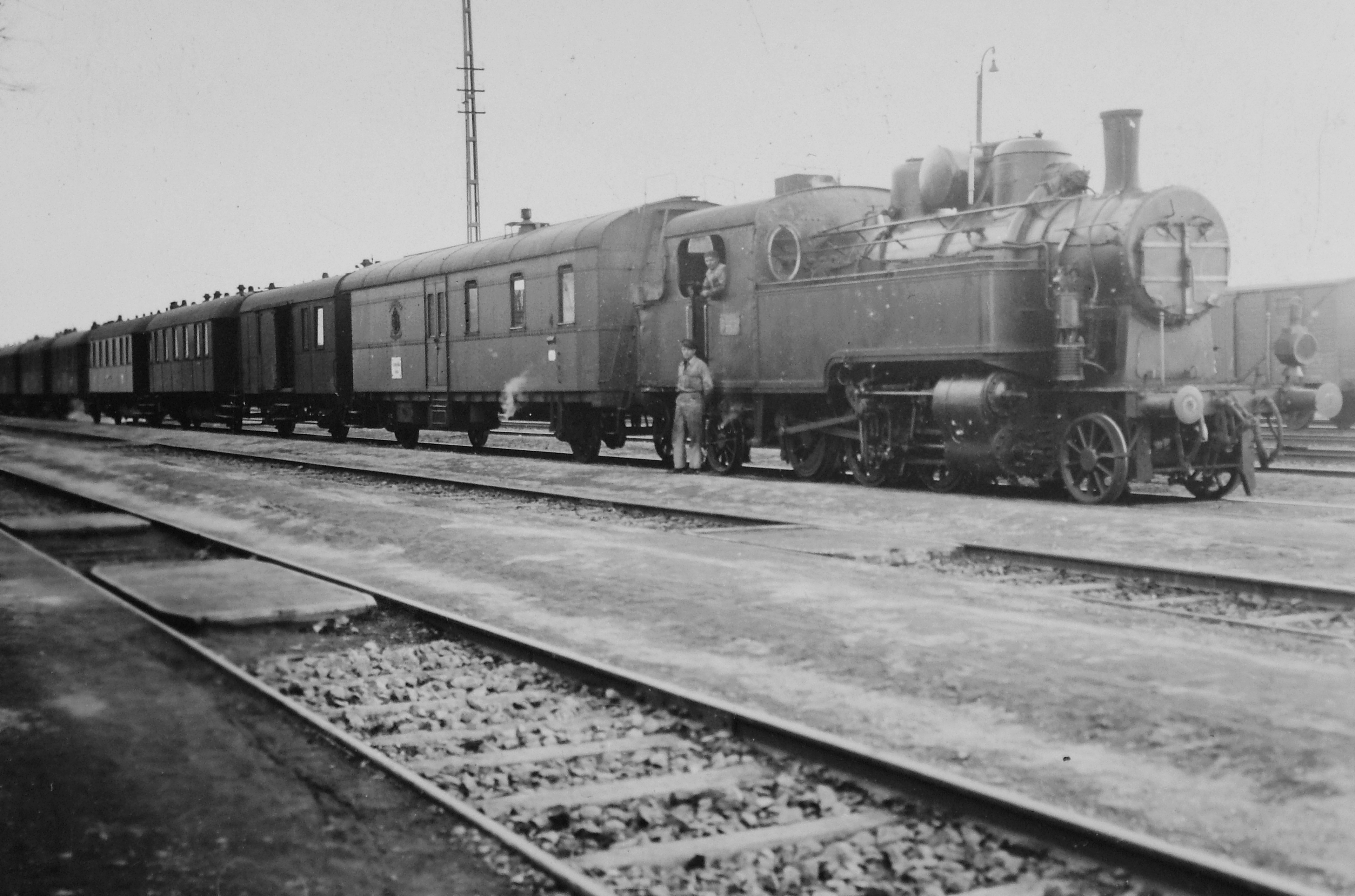
Eine MÁV 375 im Jahr 1940

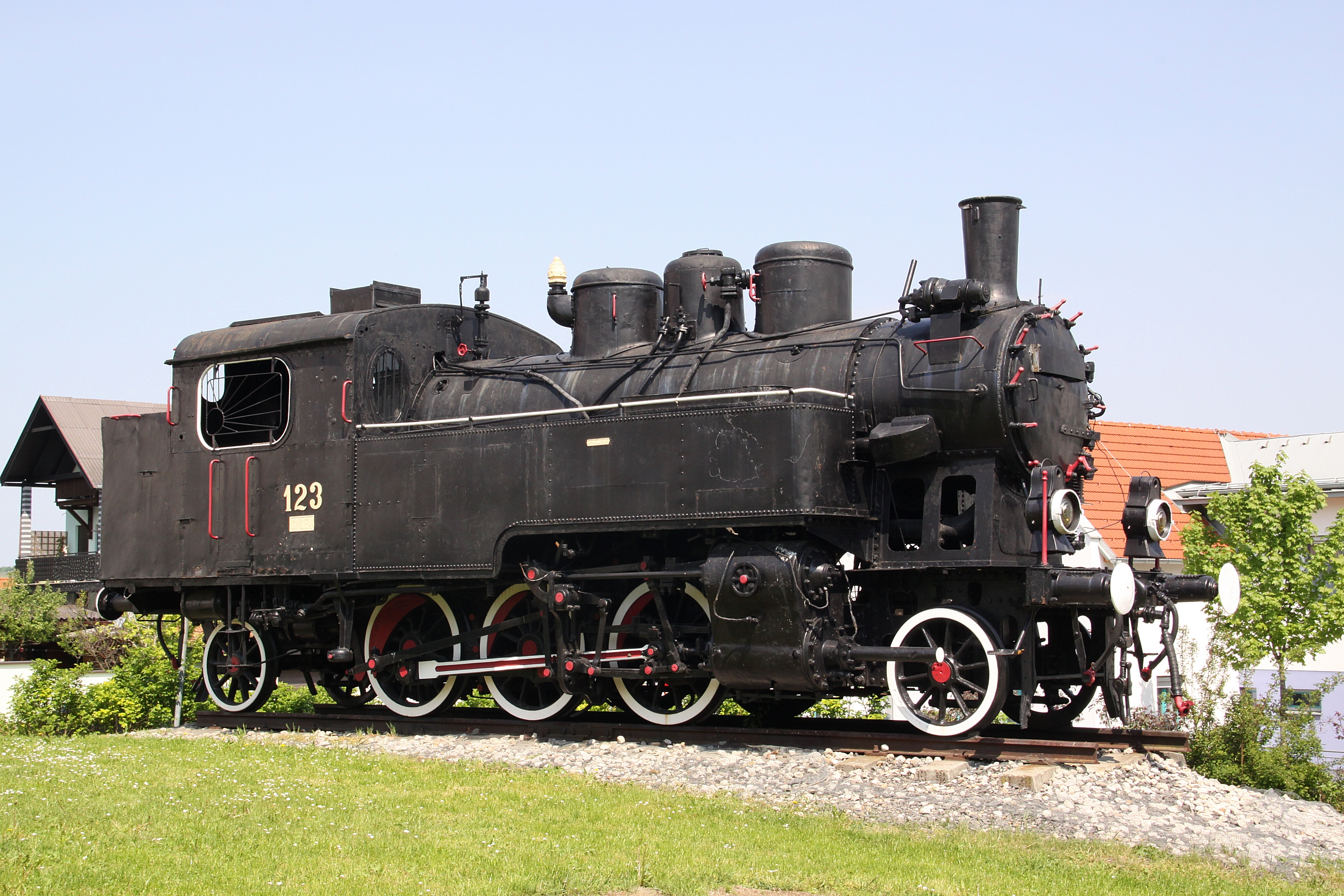
Denkmallok GySEV 123 in Rohrbach bei Mattersburg

Die Dampflokomotive galt als eine der bewährtesten Tenderlokomotiven auf den ungarischen Nebenbahnen und wurde über den Zeitraum von 1907 bis 1959 in insgesamt 596 Exemplaren bei der MÁVAG in Budapest gebaut. Weitgehend baugleiche Lokomotiven wurden auch an die k.u.k. Militärbahn Banjaluka–Dobrlin, an die tschechoslowakische Staatsbahnen ČSD, an die rumänische CFR und an die Jugoslawische Eisenbahnen JDŽ geliefert. Während des langen Beschaffungszeitraumes sind mehrere Konstruktionsvarianten von Verbund- bis Niederdruckdampfmaschinen gebaut worden. Auch gab es mehrere konstruktive Änderungen, so wurden bei den ČSD nachträglich alle Maschinen mit Überhitzer ausgerüstet.

### Die Reihe 375 bei anderen Bahnverwaltungen

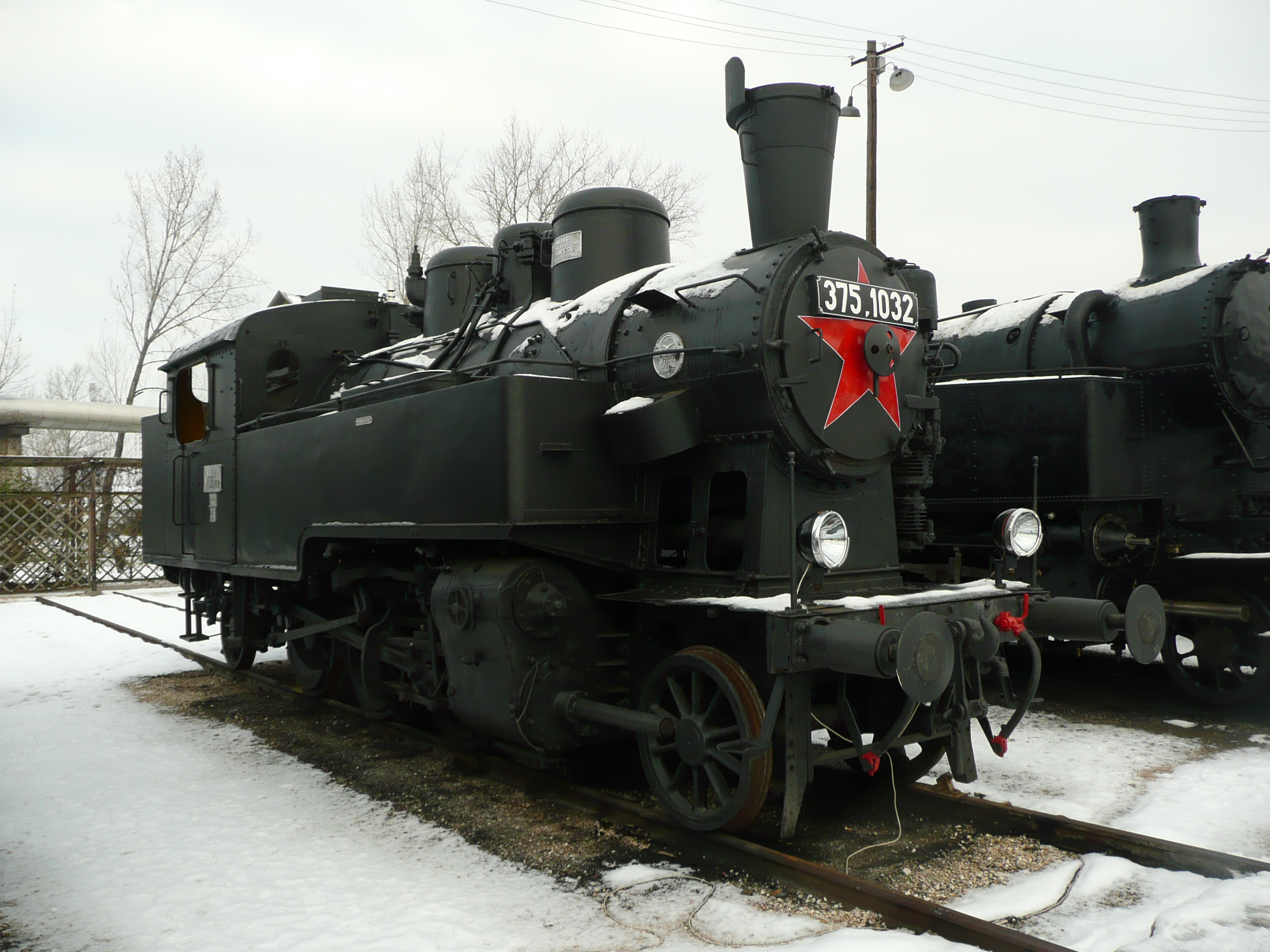
Museumslokomotive 375.1032 vom Bahnpark Budapest, die letzte von der MÁVAG an die MÁV gelieferte Dampflokomotive

58 Lokomotiven der MÁV-Reihe 375 verblieben nach 1918 in der neu gegründeten Tschechoslowakei. Die Tschechoslowakischen Staatsbahnen ČSD gaben den Lokomotiven ab 1924 die neue Reihenbezeichnung 331.0. Im Streckennetz der ČSD waren die Lokomotiven nur auf slowakischem Gebiet zu sehen. Sie besorgten etwa den gesamten Verkehr auf der Strecke Bratislava–Dunajská Streda–Komárno. Ihre Konstruktion war Vorbild der zwischen den Weltkriegen entstandenen Lokomotiven der 423.0 und 433.0. 1970 wurden die letzten acht Maschinen der Maďarka (Ungarin) ausgemustert.
Die 331.037 blieb als Museumslokomotive erhalten und wurde 1988 mit Teilen der 331.019 betriebsfähig hergerichtet. Derzeit (2006) ist sie im Depot von Bratislava-Vychod als betriebsfähiges Exponat ausgestellt.
Weitere Exemplare fuhren bei den Bahnen Jugoslawiens, Rumäniens sowie bei der privaten Raab-Ödenburg-Ebenfurter Eisenbahn. Hier kam sie auch im grenzüberschreitenden Verkehr auf der Neusiedler Seebahn in Österreich zum Einsatz.
Die GySEV 123 war seit 1992 in Rohrbach bei Mattersburg als Demkmallok ausgestellt und ist seit 9. Juni 2024 im Dorfmuseum Mönchhof als Dauerleihgabe der GySEV zu besichtigen.
Die Lokomotiven der k.u.k. Militärbahn Banjaluka–Dobrlin erhielten in Jugoslawien im Jahr 1933 die Nummern 155-001–003 und wurden 1938 zur Reihe 51 umbezeichnet.
In allen Staaten des ehemaligen Einsatzbereiches sind Exemplare erhalten geblieben.